# Dilizsaruk
A Dilizsaruk (eredeti cím: The Thin Blue Line) angol televíziós filmsorozat, amelyet alkotója és rendezője John Birkin volt. A forgatókönyvet Ben Elton írta, a zenéjét Howard Goodall szerezte, a producere Geoffrey Perkins volt, a főszerepeket Rowan Atkinson és Mark Addy játszották. A Tiger Aspect Productions készítette, az Endemol UK forgalmazta. Az Egyesült Királyságban a BBC vetítette, Magyarországon először az Msat mutatta be 1997. október 12-én, majd 2006. október 10-től a TV2, 2006. szeptember 16-tól pedig a Cool TV is műsorra tűzte.

## Ismertető
A történet helyszíne egy képzeletbeli város Angliában, amelynek neve Gasforth. Ebben a városban rengeteg rejtélyt kell megoldaniuk a helyi rendőröknek. A parancsnokuk neve Fowler, aki egy felügyelő. Fowler új értelmet ad a tanultaknak. A kollégái a rendőr-akadémián tanultak. Fowler helyettesének neve Grim, aki egy detektív.

## Szereplők
| Szereplő          | Színész        | Magyar hang               |
| ----------------- | -------------- | ------------------------- |
| Raymond C. Fowler | Rowan Atkinson | Schnell Ádám              |
| Maggie Habib      | Mina Anwar     | Csere Ágnes, Spilák Klára |
| Kevin Goody       | James Dreyfus  | Breyer Zoltán             |
| Patricia Dawkins  | Serena Evans   | Götz Anna                 |
| Derek Grim        | David Haig     | Tarján Péter              |
| Frank Gladstone   | Rudolph Walker | Both András               |
| DC Robert Kray    | Kevin Allen    | Háda János                |
| DC Gary Boyle     | Mark Addy      | Kocsis György             |
| Bill Fowler       | Tim Matthews   | Hevér Gábor               |

További magyar hangok: Katona Júlia, Pusztai Péter, Szűcs Sándor, Varga Tamás, Varga Zsuzsa, Virághalmi Judit

## Epizódok

### 1. évad (1995)
| Sor. | Év. | Cím                                                             | Rendező     | Író       | Premier                               |
| ---- | --- | --------------------------------------------------------------- | ----------- | --------- | ------------------------------------- |
| 1.   | 1.  | A királynő születésnapi ajándéka (The Queen's Birthday Present) | John Birkin | Ben Elton | 1995. november 13. 1997. október 12.  |
| 2.   | 2.  | Tűz és terror (Fire and Terror)                                 | John Birkin | Ben Elton | 1995. november 20. 1997. október 19.  |
| 3.   | 3.  | A csapda (Honey Trap)                                           | John Birkin | Ben Elton | 1995. november 27. 1997. október 26.  |
| 4.   | 4.  | Bolondok hete (Rag Week)                                        | John Birkin | Ben Elton | 1995. december 4. 1997. november 2.   |
| 5.   | 5.  | Éjszakai szolgálat (Night Shift)                                | John Birkin | Ben Elton | 1995. december 11. 1997. november 9.  |
| 6.   | 6.  | Ezek a gyerekek... (Kids Today)                                 | John Birkin | Ben Elton | 1995. december 18. 1997. november 16. |
| 7.   | 7.  | Karácsonyi hangulat (Yuletide Spirit)                           | John Birkin | Ben Elton | 1995. december 26. 1997. november 23. |

### 2. évad (1996)
| Sor. | Év. | Cím                                          | Rendező     | Író       | Premier                               |
| ---- | --- | -------------------------------------------- | ----------- | --------- | ------------------------------------- |
| 8.   | 1.  | A bíróság akcióban (Court in the Act)        | John Birkin | Ben Elton | 1996. november 14. 1997. november 30. |
| 9.   | 2.  | Az izmos izmusok (Ism Ism Ism)               | John Birkin | Ben Elton | 1996. november 21. 1997. december 7.  |
| 10.  | 3.  | Homokszem a gépezetben (Fly on the Wall)     | John Birkin | Ben Elton | 1996. november 28. 1997. december 14. |
| 11.  | 4.  | Alternatív kultúrák (Alternative Culture)    | John Birkin | Ben Elton | 1996. december 5. 1997. december 21.  |
| 12.  | 5.  | Egy meccs melankóliája (Come on You Blues)   | John Birkin | Ben Elton | 1996. december 12. 1997. december 28. |
| 13.  | 6.  | Út őrület (Road Rage)                        | John Birkin | Ben Elton | 1996. december 19. 1998. január 4.    |
| 14.  | 7.  | A zöld szemű szörny (The Green Eyed Monster) | John Birkin | Ben Elton | 1996. december 23. 1998. január 11.   |